# Maxime Bender
Maxime Bender (Ettelbrück, 1982) is een Luxemburgse jazzmuzikant. Hij speelt tenor-, sopraan en altsaxofoon, fluit en wind controller.
Bender studeerde aan het conservatorium van Luxemburg en daarna aan het Conservatoire de Strasbourg en het Koninklijk Conservatorium Brussel (bij Erwin Vann en Steve Houben). Vanaf 2006 studeerde hij jazzsaxofoon en compositie aan de Hochschule für Musik und Tanz Keulen (bij Wolfgang Engstfeld en Frank Reinshagen). Hij begon een eigen kwartet, waarmee hij tot 2014 drie albums opnam en leidde een bigband. Hij werkte samen met Dee Dee Bridgewater, George Duke, Lalo Schifrin, David Binney, Pascal Schumacher, Erwin Vann, Jeff Herr, Andy Haderer, Heiner Wiberny, Pablo Held, Jonas Burgwinkel en Philipp van Endert.

## Prijzen en onderscheidingen
Bender won in 2007 de Luxemburgse muziekprijs Elie Music Award en datzelfde jaar werd hij genomineerd voor een Eurodjango in de categorie „Nieuw talent“. In 2008 won hij de compositieprijs op het jazzfestival Tremplin Jazz in Avignon.

## Discografie (selectie)
- Path of Decision (Laborie Jazz 2013; met Simon Seidl, Oliver Lutz, Silvio Morger)
- Follow the Eye (Jazzsick 2010; met Sebastian Sternal, Markus Braun, Silvio Morger)
- Maxime Bender Orchestra Fellowship (Jazzsick 2010; met Filippa Gojo, Volker Deglmann, Menzel Mutzke, Lennart Schnitzler, Christian Winninghof, Tim Daemen, Max von Einem, Felix Fromm, Tobias Wember, Matthias Schuller, Jan Schreiner, Christoph Moschberger, Matthias Knoop, Christoph Möckel, Malte Dürrschnabel, Maximilian Jagow, Sebastian Degen, Heiko Bidmon, Riaz Khabirpour, Sebastian Sternal, Pablo Held, Markus Braun, Silvio Morger, Jonas Burgwinkel, Lukas Meile, alsook Donny McCaslin, Frederik Köster, Marshall Gilkes, Tobias Christl, Kathrin Scheer)
- Open Range (Jazzsick 2007; met David Binney, Jens Böckamp, Kathrin Scheer, Riaz Khabirpour, Sebastian Sternal, Markus Braun, Silvio Morger)